# Cyril Axelrod
Pour les articles homonymes, voir Axelrod.
Cyril Axelrod, né Sheftil Ben Avram Abba le 24 février 1942 à Johannesbourg (Afrique du Sud), est un prêtre rédemptoriste sud-africain. Seul prêtre à la fois sourd et aveugle, il est principalement connu pour son apostolat auprès des handicapés dans le monde.

## Biographie
Né le 24 février 1942 en Afrique du Sud, sous le régime de l'apartheid, Sheftil Ben Avram Abba est le fils unique de parents juifs-orthodoxes. Devenu sourd à l’âge de 3 ans, il souhaite initialement devenir rabbin afin de servir la communauté sourde juive. Mais, attiré par la lecture de la Somme théologique de saint Thomas d'Aquin, il va à la rencontre des chrétiens et, à l'âge de vingt-trois ans, il se convertit au catholicisme. Il fait alors immédiatement savoir à son évêque qu'il veut devenir prêtre et entre ainsi au séminaire. Il est ordonné prêtre en 1970 pour la communauté des Pères rédemptoristes.
Le syndrome d’Usher dont il est atteint le rend totalement aveugle : il devient alors le seul prêtre à la fois sourd et aveugle et se voit ainsi attribuer une mission d'éducation et d'évangélisation auprès des sourds, ce qui le conduit de l'Afrique du Sud à l'Asie du Sud-Est, en passant par les États-Unis, Macao et enfin Londres. Il dédie aussi une partie de son apostolat à l'évangélisation sur le web ainsi qu'à la lutte contre l’exclusion des handicapés.
Bien que communiquant grâce à l'alphabet de Lorm, le Père Axelrod connaît 15 langues, dont plusieurs langues des signes ainsi que l'hébreu, le yiddish, le cantonais, le mandarin et le portugais. Selon lui, les handicapés sont des « anges de Dieu chargés d’enseigner aux personnes "normales" les pouvoirs de l’amour inconditionnel, et des valeurs fondamentales comme la confiance, l’espérance, la foi et la paix intérieure ».
Lorsqu'il était en Chine, il s'est intéressé aux bienfaits de la médecine chinoise et a entrepris des études en aromathérapie. Ayant obtenu le droit d'ouvrir un cabinet, il dispense des soins tout en continuant d'assurer son ministère pastoral au sein de l'archidiocèse catholique de Westminster, à Londres.
En 1971, il est reçu par le pape Paul VI, puis en 2009, il est reçu par le pape Benoît XVI et, enfin, le 29 mars 2014, le pape François le reçoit lors de sa rencontre avec 6 000 aveugles et sourds-muets. Le 10 juin 2016, il est chargé d'ouvrir par un prêche le jubilé des personnes malades et handicapées marquant le milieu de l'Année de la Miséricorde.

## Honneurs
- En 2001, il est fait « Doctor of Laws » honoris causa de l'Université Gallaudet.
- En 2014, il est fait Officier de l'Ordre de l'Empire britannique.